# Protektorat Cromwella
Protektorat Cromwella – system rządów w Anglii, w którym pełnię władzy sprawował Oliver Cromwell. Ten wybitny dowódca wojskowy, przywódca purytanów i zwycięzca w wojnie domowej 16 grudnia 1653 wydał wraz z Radą Oficerów akt prawny znany jako Instrument Rządzenia (The Instrument of Government), który dawał mu dyktatorską władzę i tytuł lorda protektora Anglii, Szkocji i Irlandii. Instrument Rządzenia był jedyną w dziejach państwa angielskiego i brytyjskiego spisaną konstytucją. Protektorat trwał do śmierci Cromwella 3 września 1658 roku.